# Parlament Grecji
Parlament Grecji (jęz. grec. Βουλή των Ελλήνων; transkrypcja: Wuli ton Ellinon) – jednoizbowy parlament grecki mieszczący się w byłym pałacu królewskim, położonym przy placu Syntagma w Atenach. Liczy 300 deputowanych, wybieranych na 4-letnią kadencję. W latach 1844–1863 i 1927–1935 był dwuizbowy i składał się z Izby Reprezentantów i Senatu.

## Etymologia
Słowo „βουλή”, w obecnej formie, znane jest Grekom już od starożytności. Oznaczało miejsce wspólnego zastanawiania się, radzenia i wskazywało konkretne procedury decyzyjne. Budynek spotkań ważnych urzędników państwowych – buleuterion – istniał m.in. na starożytnej agorze, klasycznych Aten. W XIX wieku, słowu βουλή nadano znaczenie oficjalne „Parlament”.

## Historia

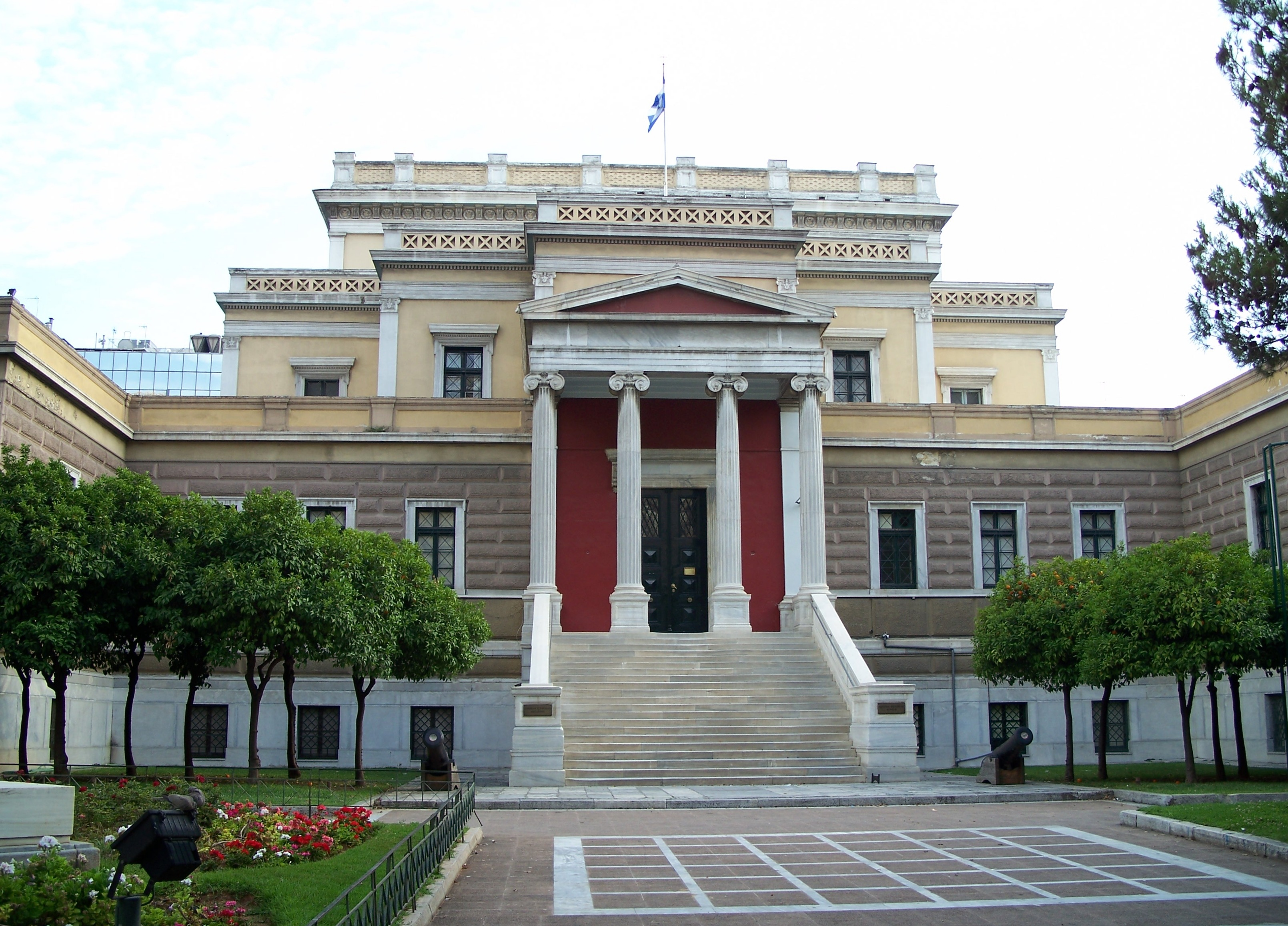
Pierwsza siedziba parlamentu w Atenach

Pierwszy parlament grecki działał już podczas greckiego powstania narodowego w latach 20. XIX w. a Grecja była wtedy republiką. Jednym z warunków uznania jej niepodległości przez mocarstwa, w 1830 r., stała się zmiana ustroju na monarchię, a parlament nie był następnie zwoływany przez króla Otton I Wittelsbacha. Oficjalnie został ustanowiony w 1843 r. w wyniku Rewolucji 3 Września, która zmusiła władcę do nadania konstytucji. W 1911 r. przyjęto poprawki do konstytucji, które znacznie zwiększyły uprawnienia parlamentu. W roku 1936, w porozumieniu z królem Jerzym II, dyktator Joanis Metaksas zawiesił działanie parlamentu. Po wyborach 1946 r. wznowiono aktywność parlamentarną, jednak warunkowaną realiami wojny domowej. Po trwającej sześć lat dyktaturze wojskowych (1967–1973), w szczególności deklarującej Grecję republiką, 8 grudnia 1974 przeprowadzono referendum, w którym 69,18% obywateli opowiedziało się za zniesieniem monarchii i ustanowieniem rzeczywistej demokracji parlamentarnej.

## Wybory
288 deputowanych wybieranych jest w ordynacji proporcjonalnej w 48 wielomandatowych okręgach wyborczych. Pozostałych 12 deputowanych pochodzi z listy krajowej obejmującej swoim zasięgiem cały kraj. Do parlamentu wchodzą przedstawiciele partii i koalicji politycznych, które w skali kraju przekroczyły próg wyborczy wynoszący 3%. W celu stabilności rządów wprowadzono modyfikację ordynacji polegającą na tym, iż ugrupowanie, które osiągnęło w wyborach 41% głosów otrzymywało automatycznie dodatkowo 40 miejsc w izbie, przy czym 260 rozdzielanych było w systemie proporcjonalnym. Miało to na celu zapewnienie stabilności rządów. 
Na mocy ustawy z 2016 r., od 2023 roku zrezygnowano jednak z "bonusu" w postaci 40 miejsc przydzielanych ugrupowaniu, które osiągnęło w wyborach 41% głosów, przywracając ordynację w pełni proporcjonalną. Dodano jednak zapis, z którego wynika, że jeśli taki sposób przeliczania wyników na miejsca nie pozwoli na utworzenie rządu, to prezydent powoła rząd tymczasowy, który w ciągu kolejnego miesiąca zorganizuje ponowne wybory zgodnie z poprzednią ordynacją i "bonusem" 40 miejsc.
Kandydat na posła musi być obywatelem greckim i mieć ukończone 25 lat.

## Organizacja

### Prezydium
- Przewodniczący – kieruje pracami i obradami izby, wybierany na pierwszym posiedzeniu nowo wybranego parlamentu (od 2019 funkcję tę pełni Konstandinos Tasulas),
- Wiceprzewodniczący – w liczbie 7, wybierani na pierwszym posiedzeniu, zastępują przewodniczącego w jego obowiązkach i współpracują z nim w zakresie organizacji pracy izby,
- Dziekani – w liczbie 3,
- Sekretarze – w liczbie 6,

### Komisje parlamentarne
- Komisje stałe:
  - Komisja ds. kultury i edukacji Wewnętrznych
  - Komisja ds. Obrony i Spraw Zagranicznych
  - Komisja ds. Gospodarczych
  - Komisja ds. Socjalnych
  - Komisja ds. Administracji Publicznej, Porządku Publicznego i Sprawiedliwości
  - Komisja ds. Produkcji i Handlu

- Komisje nadzwyczajne – są tworzone na wniosek rządu przez Przewodniczącego Parlamentu. Dzielą się na trzy kategorie:
  - Komisje nadzwyczajne stałe – nie mają ustalonego czasu istnienia, są powoływane na początku kadencji i zajmują się prawodawstwem:
    - Komisja ds. Greków za granicą
    - Komisja ds. Instytucji i Przejrzystości
    - Komisja ds. Oceny Technologii Medycznych
    - Komisja ds. Równości i Praw Człowieka

  - Komisje nadzwyczajne wewnętrzne – są tworzone na początku każdej zwyczajnej sesji i zajmują się stałymi wewnętrznymi problemami, związanymi z funkcjonowaniem parlamentu oraz jego kontrolą:
    - Komisja ds. Zlecenia stałe Parlamentu
    - Komisja ds. Finansów Parlamentu
    - Komisja ds. Biblioteki Parlamentarnej
    - Komisja ds. Stosunków z Innymi Parlamentami

  - Komisje śledcze – są tworzone na wniosek 1/5 deputowanych po przegłosowaniu wniosku na forum parlamentu zwyczajną większością głosów.

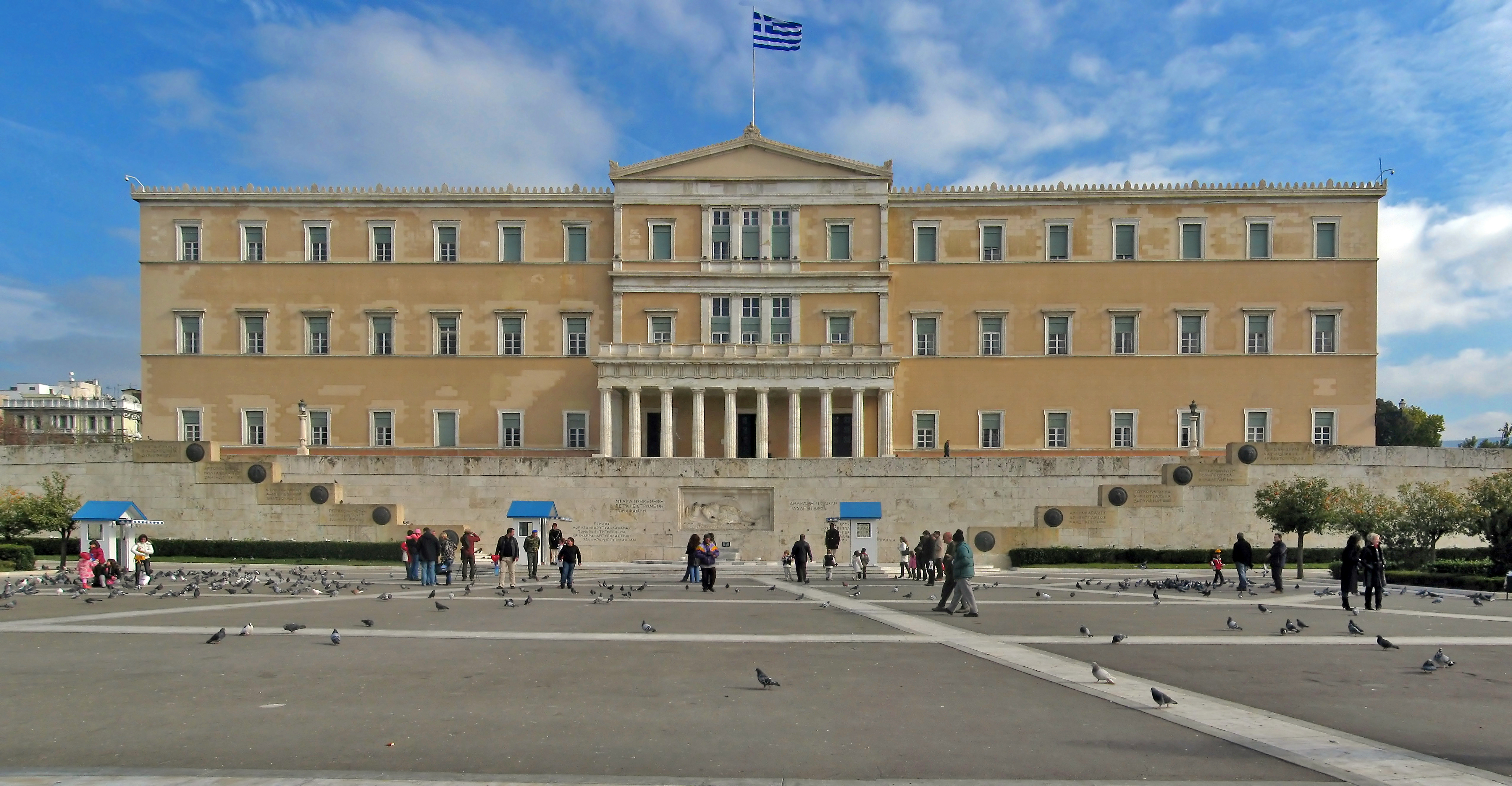
Parlament Grecji w Atenach

## Główne kompetencje
- stanowienie prawa
- wybór Prezydenta
- udzielenia lub cofnięcie wotum zaufania dla rządu lub poszczególnych ministrów
- zatwierdzenia budżetu państwa
- zmiana lub rewizja konstytucji
- wdrożenie procedury impeachmentu wobec Prezydenta